# Aloysia leptophylla
Aloysia leptophylla là một loài thực vật có hoa trong họ Cỏ roi ngựa. Loài này được Loes. & Moldenke mô tả khoa học đầu tiên năm 1941.